# Observatorij Siding Spring
Koordinati:   31°16′24″S, 149°03′52″E
Observatorij Siding Spring (angleško Siding Spring Observatory; koda IAU 413) je astronomski observatorij blizu Coonabarabrana v Novem Južnem Walesu, Avstralija. Je del Raziskovalne šole astronomije in astrofizike (RSAA) Avstralske nacionalne univerze (ANU).